# Pterodroma solandri
Pterodroma solandri là một loài chim trong họ Procellariidae.